# Jamides celebica
Jamides celebica is een vlinder uit de familie van de Lycaenidae. De wetenschappelijke naam van de soort is voor het eerst gepubliceerd in 1969 door John Nevill Eliot.
De soort komt voor in Indonesië (Sulawesi).